# 蓼城街道
蓼城街道是位于中华人民共和国河南省信阳市固始县中部的一个街道，历来为固始县治所。清末、民国时称中华镇。1954年复设城关镇，2011年12月挂牌成立街道办事处。辖区面积31.2平方公里，人口逾20万。

## 行政区划
现辖：
第一社区、第二社区、第三社区、第四社区、第五社区、第六社区、第七社区、黄河巷社区、北小店社区、幸福社区、元宝山社区、徐嘴社区、东大店社区、新桥社区、武昌社区、踏月寺社区、农场社区、沙坝社区、桃花坞社区、朝阳社区、崇学苑社区、怡和社区和陈元光社区。
。

## 交通
- 312国道北环线自境内北侧过境。

## 古迹
- 番国故城遗址